# Mercedes F1 W07 Hybrid
Mercedes F1 W07 Hybrid — гоночный автомобиль, разработанный компанией Mercedes AMG Petronas F1 Team специально для сезона 2016 Формулы-1. Автомобилем в этом сезоне управляли чемпион 2008, 2014 и 2015 годов Льюис Хэмилтон, и Нико Росберг, проводящие в команде четвёртый и седьмой сезоны соответственно. Нико Росберг по итогам сезона завоевал звание чемпиона мира Формулы-1 2016 года.

## Проектирование и разработка

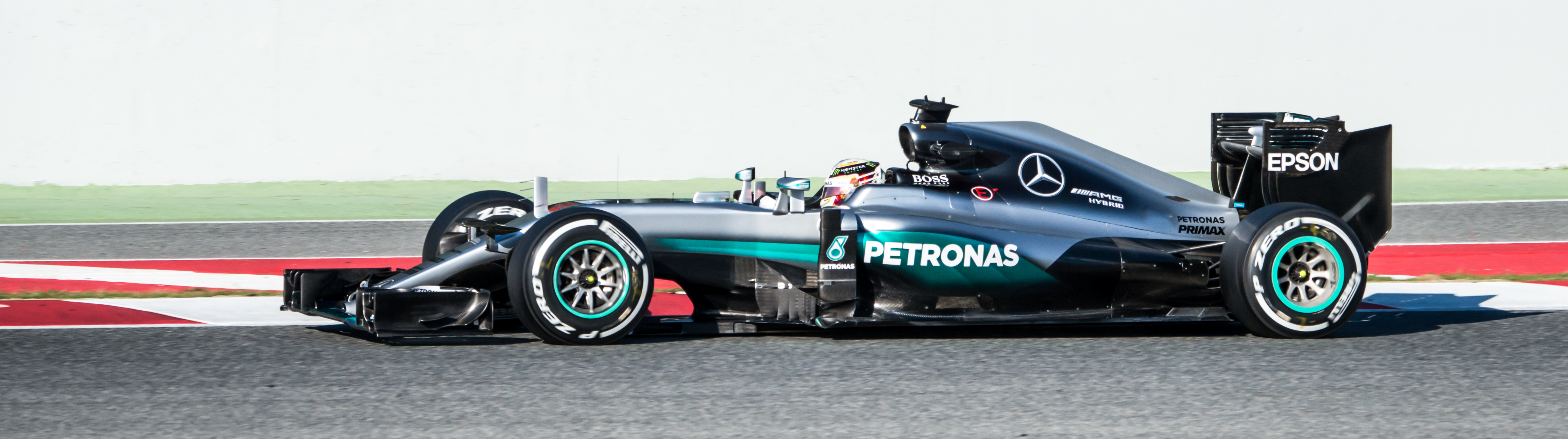
Льюис Хэмилтон за рулём болида F1 W07 Hybrid в 2016 году на предсезонных испытаниях.

F1 W07 Hybrid стал преемником весьма успешного F1 W06 Hybrid, названный одним из самых господствующих автомобилей в спортивной истории. В Мерседес заявили, что новый автомобиль, разработанный в Брэкли с двигателем из Бриксуорта, совершает «мини-революцию» в сравнении с его предшественником.

## Запуск и испытания перед сезоном
Mercedes F1 W07 Hybrid был неофициально показан на трассе Сильверстоун с Нико Росбергом и Льюисом Хэмилтоном за рулём во время рекламной акции 19 февраля 2016 года. Автомобиль проехал в общей сложности 98,2 км. F1 W07 Hybrid был официально представлен онлайн 21 февраля 2016 года за день до первого предсезонного тестирования. Машина принимала участие в предсезонных испытаниях на автодроме Барселона-Каталунья с 22 по 25 февраля и с 1 по 4 марта. В течение восьми дней тестирования, машина в общей сложности проехала 1294 кругов, что составило 6024 км, это эквивалентно 19 дистанциям на этой трассе.

## Сезон 2016

### Лидирование Росберга
Льюис Хэмилтон после занял поул-позицию на открывавшем этапе сезона Гран-При Австралии, опередив партнёра по команде Нико Росберга при использовании нового квалификационного формата. Во время гонки болиды Mercedes стартовали хуже пилотов Ferrari — Себастьяна Феттеля и Кими Райкконена, которые обогнав Хэмилтона и Росберга стали лидировать в гонке. В результате жестокой аварии после столкновения болидов Фернандо Алонсо и Эстебана Гутьерреса все остальные под красными флагами вернулись на пит-лейн. Мерседес воспользовался возможностью, чтобы изменить стратегию по шинам, что в итоге привело Феттеля только к третьему месту, а оба Mercedes лидировали на 1 и 2 местах, Росберг опередил Хэмильтона на 8 секунд. В Гран-при Бахрейна Хэмилтон снова занял поул-позицию по итогам квалификации, опередив Росберга. Несмотря на это, старт Росберга был лучше, а Хэмильтон после контакта Williams Валттери Боттаса опустился на девятое место на первом круге. Росберг выиграл гонку, а Хэмилтон пробился обратно на уверенное третье место. Свою первую поул-позицию Росберг завоевал на Гран-При Китая. У Мерседеса Хэмильтона же начались проблемы с тепловым мотором-генератором (MGU-H), что не позволило ему установить быстрый круг в квалификации. В Китае Нико Росберг одержал свою третью победу подряд в сезоне 2016 года, оказавшись впереди Феттеля и Квята. Хэмилтон смог занять седьмое место, начав с 22-го.
Нико Росберг одержал свою первую в карьере «большого шлема» (поул-позиция, быстрый круг, лидерство на каждом круге и победа в одной гонке), на Гран-При России, а у Льюиса Хэмилтон снова возникли проблемы с надежностью болида во время квалификации, переместив его на 10 место на старте. В Сочи обоим Мерседесам снова удалось занять подиум, Хэмильтон за гонк сумел отыграть девять позиций, переместившись с 10 места на 2.

### Авария Мерседесов

Анимация аварии двух W07 Hybryd

Пятый Гран-при 2016 года проходил в Испании 15 мая на трассе Барселона-Каталунья. По итогам квалификации, оба гонщика Mercedes заняли первый ряд стартового поля: Хэмилтон стартовал с поул-позиции, а Росберг вторым. Уже на первом круге Росбергу удалось опередить партнёра по команде. На третьем повороте машина Росберга немного замедлилась из-за неправильно выбранного режима двигателя, этим решил воспользоваться Хэмилтон. На прямой перед четвёртым поворотом он сделал резкий манёвр вправо в попытке обогнать Нико по внутренней траектории, однако Росберг также сместился к краю асфальтового покрытия, закрывая зону для обгона, и Мерседес Льюиса выбросило на траву на обочине. Потеряв сцепление с поверхностью, болид британца занесло и он ударился правым передним колесом в заднюю часть машины Росберга. Оба Мерседеса потеряли управление и вылетели на гравийное покрытие. Гонка для обоих гонщиков была завершена. Впервые за 62 гонки, начиная с Гран-при США 2012 года, команда Mercedes не заработала ни одного очка. Гонку в Испании выиграл Макс Ферстаппен, вторым стал Кими Райкконен, а третьим его партнёр по команде Себастьян Феттель.
В истории Формулы-1 было всего три аварии с участием двух лидирующих машин, выбывших на первом круге. Помимо случая в Испании это были столкновение Марио Андретти и Джона Уотсона в Гран-при Бельгии 1977 года и авария Алена Проста и Айртона Сенны в Гран-при Японии 1990 года. Аварией прервалась победная серия Нико Росберга, а Льюис Хэмилтон в личном зачёте оказался на 3 месте после Кими Райкконена.
Несмотря на сход сразу двух машин Mercedes в самом начале гонки, руководство команды посчитало этот инцидент гоночным и ни к одному из пилотов не были применены какие-либо санкции. Стюарды даже разрешили гонщикам продолжать бороться в последующих Гран-при, а Тото Вольфф заявил прессе, что это необходимо для болельщиков и Формулы-1. По мнению Ники Лауды, виноват в столкновении Хэмилтон, сделавший непозволительный манёвр.

### Победы Хэмилтона

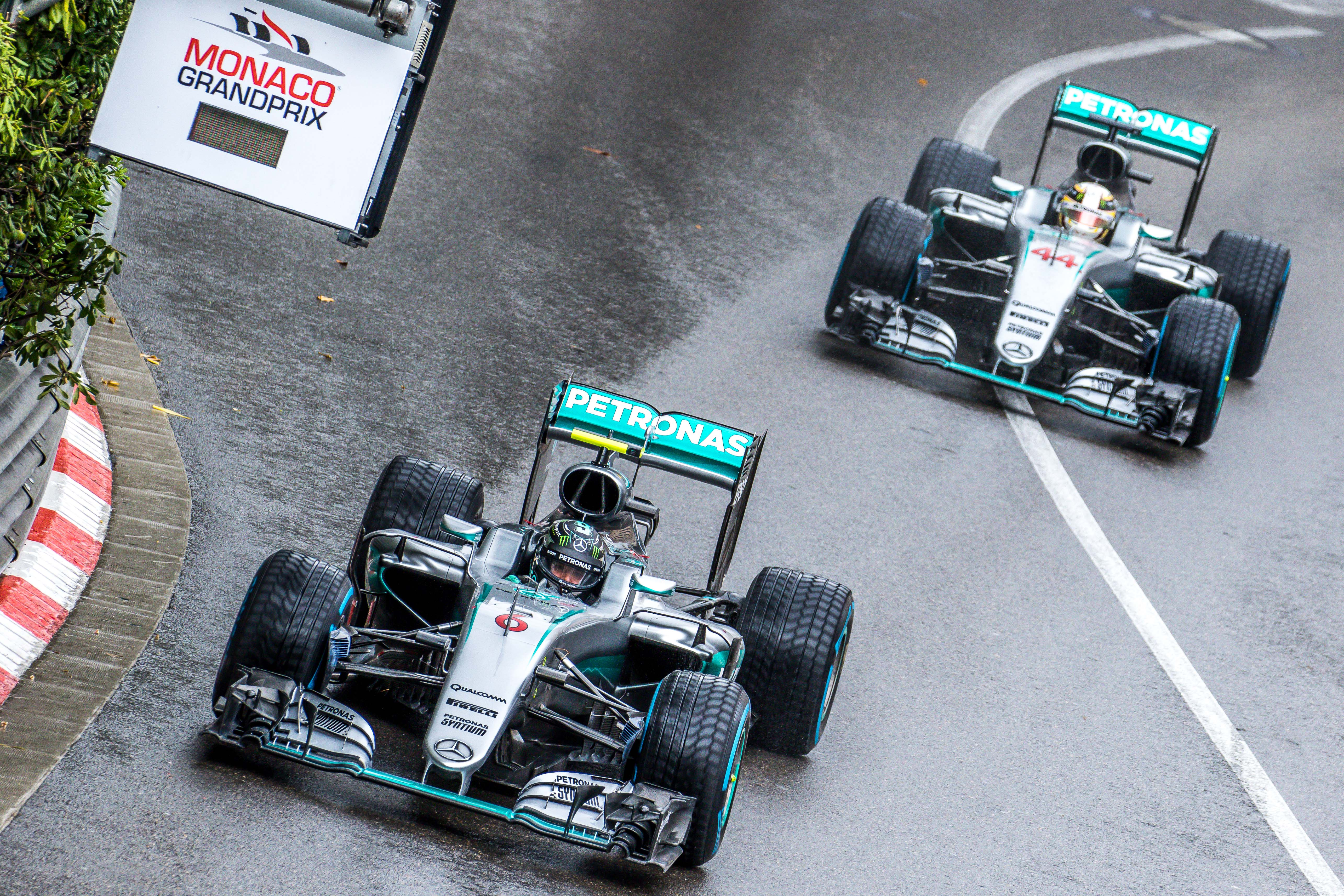
Соперничество Мерседесов в Монако

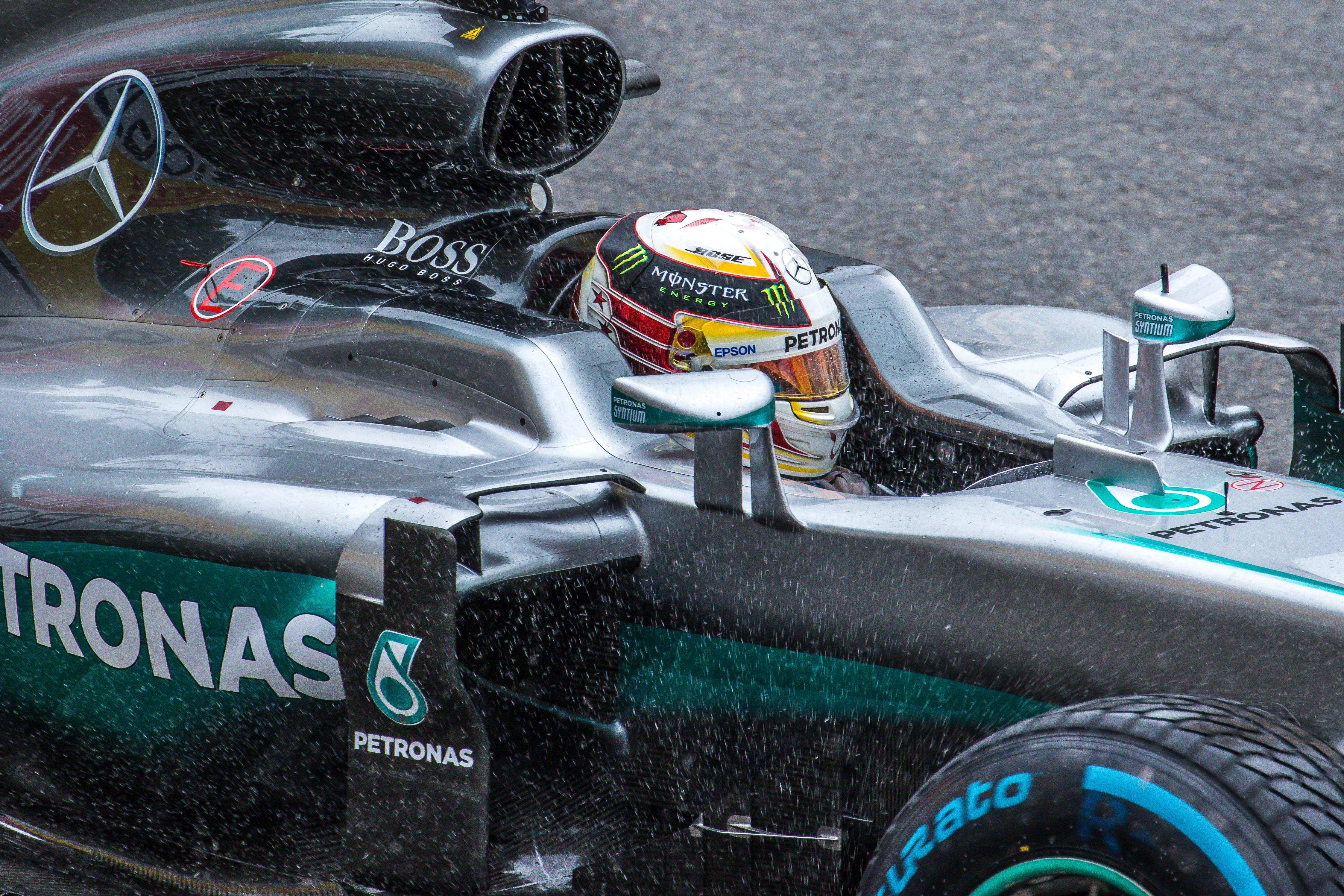
Хэмилтон пилотирует болид на мокрой трассе в Монако

Оба W07 Hybrid не смогли завоевать поул-позицию в Гран-при Монако из-за технических причин. Гонка началась под сэйфти-каром в дождь, однако из-за правильной стратегии с одним пит-стопом и ошибки команды Red Bull Racing Льюису Хэмильтону удалось выиграть гонку. Нико Росберг, стартовавший вторым, наоборот, терял темп и финишировал только седьмым.
В следующем этапе, на Гран-при Канады в квалификации Льюис Хэмилтон выиграл поул, опередив партнёра по команде всего на 61 сотых секунды, который стал вторым на стартовой решётке. В первом же повороте Нико Росберг вынужден был уходить от контакта с британцем из-за чего потерял несколько позиций и финишировал в итоге пятым. Хэмилтону удалось удержать Себастьяна Феттеля на втором месте и финишировать в гонке первым. По завершении трети сезона Mercedes опережал Ferrari на 76 очков в Кубке конструкторов.
Восьмым уикендом сезона стал возрождённый Гран-при Европы, который впервые проводился в Баку, столице Азербайджана. Росберг квалифицировался первым, тогда как машина Хэмилтона в последней сессии ударилась о стену и повредила переднее колесо — британец остался на десятой позиции. По итогам гонки немец второй раз выиграл большой шлем, тогда как Хэмилтон не мог найти правильные настройки автомобиля, за счёт чего терял время на круге, но ему удалось финишировать пятым.

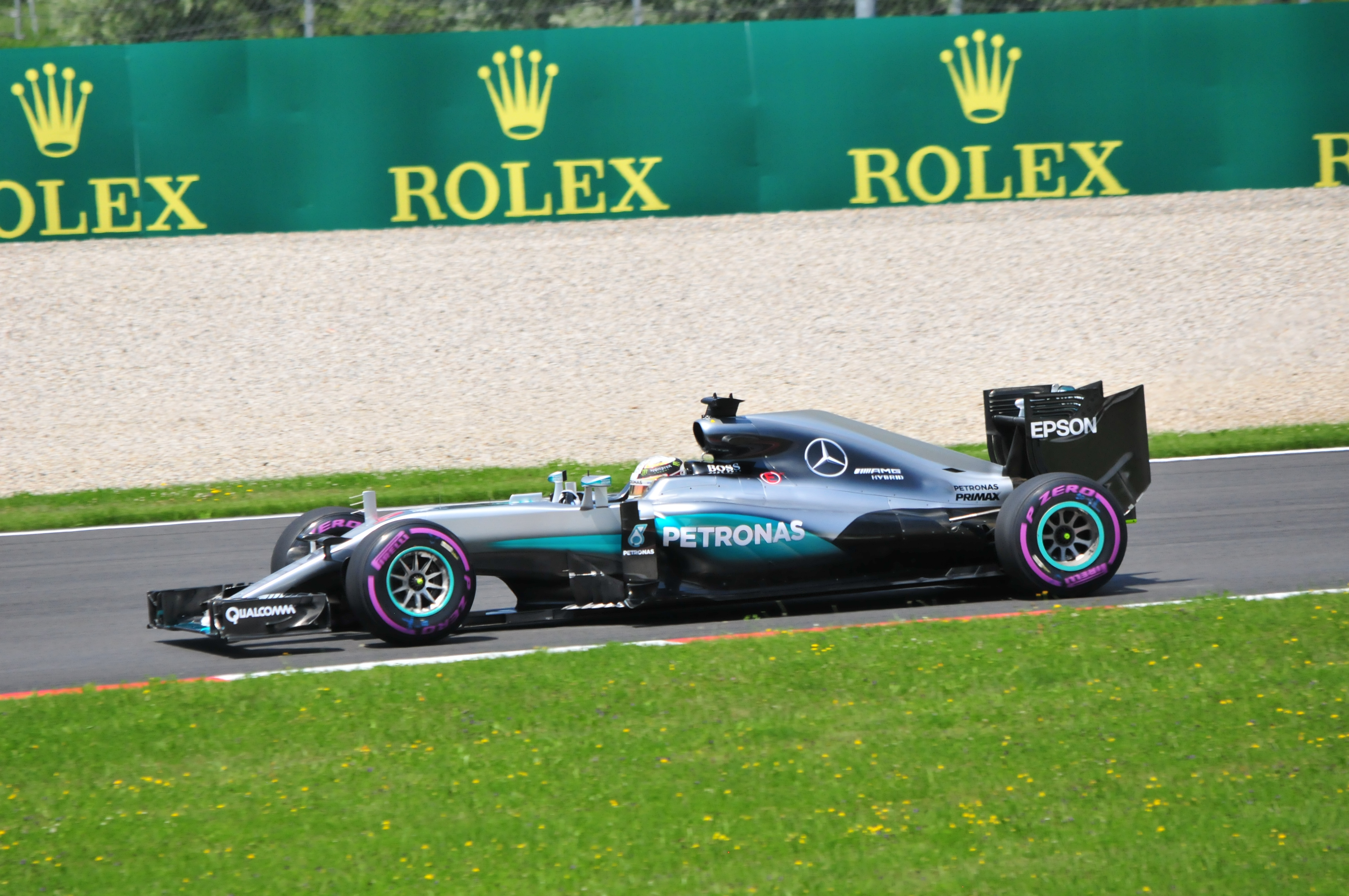
W07 Хэмилтона на «Ред Булл Ринг»

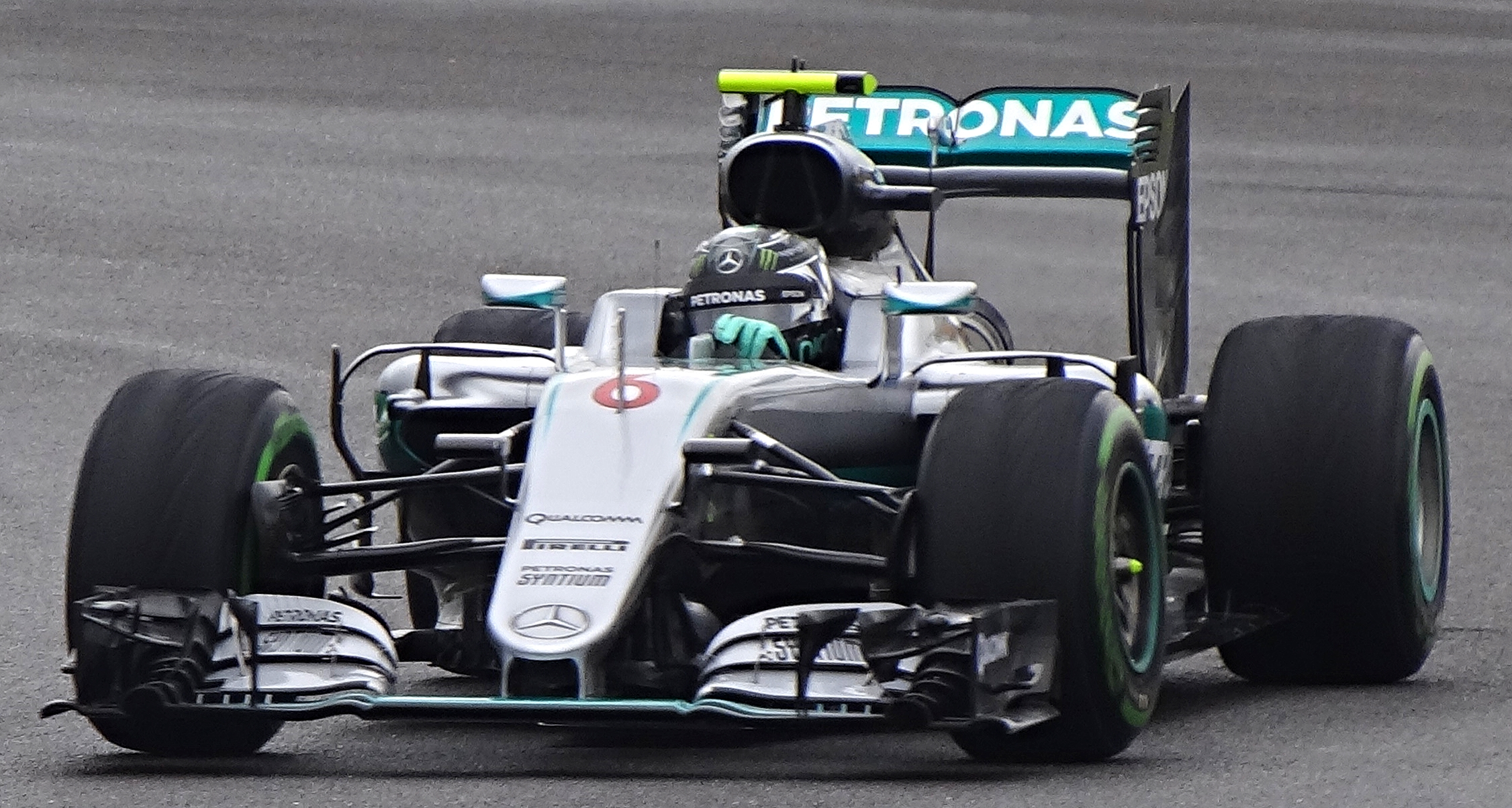
Болид Росберга на автодроме «Сильверстоун» во время британского Гран-при

На Гран-при Австрии Росберг был вторым в квалификации на подсыхающей трассе, но потерял пять позиций за смену коробки передач, Хэмилтон же завоевал поул в субботу. Льюис лидировал 21 круг на супермягкой резине, но, заехав на пит-стоп, упустил время из-за заминки с заменой заднего колеса и уступил лидерство в гонке Нико. По ходу гонки пилоты Mercedes поочерёдно устанавливали быстрые круги, Росберг установил быстрый темп и не подпускал к себе Хэмилтона, однако последний постепенно сократил отставание и за пять кругов до финиша был ближе чем в секунде от напарника. На последнем круге Льюис атаковал Нико при входе в поворот: произошёл небольшой контакт и британец очень широко выехал за пределы трассы, обогнав Росберга. Последний повредил переднее антикрыло и на финише был лишь четвёртым, пропустив Ферстаппена и Райкконена. В инциденте стюарды обвинили Росберга и наказали его прибавкой 10 секунд, не повлиявших на его результат. Ники Лауда также обвинил в столкновении немца.
Британский Гран-при состоялся всего через неделю после Австрии. Первая тренировка для обоих W07 Hybrid прошла в штатном режиме, однако на вторую Нико Росберг не смог выехать из-за возникшей утечки жидкости в болиде. Поул-позицию снова завоевал Хэмилтон, Росберг стал вторым. 35-й раз дуэт Хэмилтон-Росберг стартовал с первой линии стартовой решётки. После проливного дождя болиды стартовали на дождевой резине за машиной безопасности. Гонка для Mercedes прошла без особых инцидентов, хотя отличалась большим количеством обгонов и сходов. В середине гонки вторую позицию занимал Макс Ферстаппен, которого Росберг долгое время не мог пройти, однако, обогнав его, стал отрываться. На 46 круге Нико по рации пожаловался инженеру на проблемы с 7 передачей, ему помогли решить проблему, посоветовав избегать седьмой передачи, быстро её переключая на 8. Хэмилтон третий раз подряд выиграл домашний Гран-при, а Росбрег, финишировавший вторым, наказан прибавкой 10 секунд за радиопереговоры с инженером о решении технических проблем. Из-за этого штрафа Нико переместился на третье место, отдав второе Ферстаппену. После Гран-при Британии отставание Хэмилтона от Росберга сократилось до 1 очка.

## Результаты
| Легенда к таблице |                                                                    |
| --- | ------------------------------------------------------------------ |
| В таблице перечислены результаты всех Гран-при Формулы-1, в которых использовался автомобиль. Строками таблицы являются сезоны, столбцами — этапы чемпионата мира. В каждой клетке указаны сокращённое название этапа и результат, дополнительно обозначенный цветом. Расшифровка обозначений и цветов представлена в нижеследующей таблице. |                                                                    |
| \| Пример \| Описание \| \| ------------ \| ------------------------------------------------------------------ \| \| 1 \| Победитель \| \| 2 \| Второе место \| \| 3 \| Третье место \| \| 5 \| Финишировал, заработав очки \| \| Сход \| Не финишировал, но при этом заработал очки \| \| 12 \| Финишировал, не получив очков \| \| НКЛ \| Финишировал, но не попал в финальную классификацию \| \| 15 \| Участвовал вне зачёта, либо по отдельной классификации \| \| 18 \| Не финишировал, но попал в финальную классификацию \| \| Сход \| Не финишировал \| \| НКВ \| Не прошёл квалификацию \| \| НПКВ \| Не прошёл предквалификацию \| \| ДСК \| Дисквалифицирован \| \| ИСК \| Исключён из протокола соревнований \| \| ТТ \| Заявлен для участия только в тренировках \| \| НС \| Участвовал в квалификации, но не стартовал в гонке \| \| Т \| Травмирован или болен \| \| ОТК \| Отказ от участия \| \| НТР \| Прибыл на соревнования, но на трассу не выезжал \| \| НПР \| Был заявлен в числе участников, но не прибыл к началу соревнований \| \| О \| Соревнования отменены \| \| \| Не участвовал \| \| Поул-позиция \| \| \| Быстрый круг \| \| |                                                                    |
| Пример | Описание                                                           |
| 1 | Победитель                                                         |
| 2 | Второе место                                                       |
| 3 | Третье место                                                       |
| 5 | Финишировал, заработав очки                                        |
| Сход | Не финишировал, но при этом заработал очки                         |
| 12 | Финишировал, не получив очков                                      |
| НКЛ | Финишировал, но не попал в финальную классификацию                 |
| 15 | Участвовал вне зачёта, либо по отдельной классификации             |
| 18 | Не финишировал, но попал в финальную классификацию                 |
| Сход | Не финишировал                                                     |
| НКВ | Не прошёл квалификацию                                             |
| НПКВ | Не прошёл предквалификацию                                         |
| ДСК | Дисквалифицирован                                                  |
| ИСК | Исключён из протокола соревнований                                 |
| ТТ | Заявлен для участия только в тренировках                           |
| НС | Участвовал в квалификации, но не стартовал в гонке                 |
| Т | Травмирован или болен                                              |
| ОТК | Отказ от участия                                                   |
| НТР | Прибыл на соревнования, но на трассу не выезжал                    |
| НПР | Был заявлен в числе участников, но не прибыл к началу соревнований |
| О | Соревнования отменены                                              |
| | Не участвовал                                                      |
| Поул-позиция |                                                                    |
| Быстрый круг |                                                                    |

| Год  | Команда                       | Двигатель              | Пилоты         | Гран-при | Гран-при | Гран-при | Гран-при | Гран-при | Гран-при | Гран-при | Гран-при | Гран-при | Гран-при | Гран-при | Гран-при | Гран-при | Гран-при | Гран-при | Гран-при | Гран-при | Гран-при | Гран-при | Гран-при | Гран-при | Очки | КК |
| ---- | ----------------------------- | ---------------------- | -------------- | -------- | -------- | -------- | -------- | -------- | -------- | -------- | -------- | -------- | -------- | -------- | -------- | -------- | -------- | -------- | -------- | -------- | -------- | -------- | -------- | -------- | ---- | -- |
| Год  | Команда                       | Двигатель              | Пилоты         | АВС      | БАХ      | КИТ      | РОС      | ИСП      | МОН      | КАН      | ЕВР      | АВТ      | ВЕЛ      | ВЕН      | ГЕР      | БЕЛ      | ИТА      | СИН      | МАЛ      | ЯПО      | США      | МЕК      | БРА      | АБУ      | Очки | КК |
| 2016 | Mercedes AMG Petronas F1 Team | Mercedes PU106C Hybrid | Нико Росберг   | 1        | 1        | 1        | 1        | Сход     | 7        | 5        | 1        | 4        | 3        | 2        | 4        | 1        | 1        | 1        | 3        | 1        | 2        | 2        | 2        | 2        | 765  | 1  |
| 2016 | Mercedes AMG Petronas F1 Team | Mercedes PU106C Hybrid | Льюис Хэмилтон | 2        | 3        | 7        | 2        | Сход     | 1        | 1        | 5        | 1        | 1        | 1        | 1        | 3        | 2        | 3        | Сход     | 3        | 1        | 1        | 1        | 1        | 765  | 1  |